# 柳州北站
柳州北站是位于广西壮族自治区柳州市柳北区跃进路1号的一个铁路车站，邮政编码545001。车站建于1939年，有湘桂铁路经过该站，现仅办理货运，不办理客运业务，车站及其上下行区间均未电气化。车站距离衡阳站535公里，隶属中国铁路南宁局集团，是二等站。